# Torreóni konferencia
A torreóni konferencia egy többnapos tárgyalássorozat volt a mexikói Torreónban, ahol 1914. július 4. és 8. között a forradalmárok északi és északkeleti hadosztályának képviselői kísérletet tettek a Venustiano Carranzával, a forradalmi mozgalom fővezérével való szembenállás megoldására.

## Előzmények
Az 1910-ben kezdődött forradalom első szakasza a forradalmárok győzelmével zárult: 1911-ben lemondott Porfirio Díaz elnök, helyére később Francisco Ignacio Madero, a forradalom kirobbantója került. 1913 elején azonban a régi rendszer hívei Victoriano Huerta árulása segítségével meggyilkolták Maderót, az új elnök Huerta lett. Ellene országos összefogás alakult ki a korábbi forradalmárok köreiben, Venustiano Carranza coahuilai kormányzó volt az, aki saját magát az egész felkelés fővezérévé nevezte ki. Az ország északi részén három nagy hadosztály alakult ki: Chihuahua államban és a Comarca Lagunerában tevékenykedett a Pancho Villa vezette északi hadosztály, Sonorában Álvaro Obregón vezette az északnyugati hadosztályt, az északkeleti területeken pedig Pablo González Garza seregei harcoltak.
1914 késő tavaszára szinte a teljes északi országrészt elfoglalták, és dél felé haladtak. Villa és Carranza között lassan elmérgesedett a viszony: Villa nem nézte jó szemmel, hogy Carranza bele akar szólni az addig jól működő északi hadosztály működésébe, Carranza pedig nem akarta, hogy Villa, az általa irányíthatatlannak tartott, és vele például szociális kérdésekben sem egyetértő vezér legyen az, aki elsőként eléri Mexikóvárost. Ehelyett azt tervezte, a megbízhatóbb carranzista, Álvaro Obregón lesz ez a személy.
Miután Villa csapatai április elején elfoglalták Torreónt, május elején összeült a forradalmárok juntája, ahol Carranza arra utasította Villát, hogy ne az eredeti terveknek megfelelően Zacatecas, hanem Saltillo irányába induljon el. Csapatai Paredónnál legyőzték a szövetségieket, akik ezután kivonultak Saltillóból, így Villa visszatért Chihuahuába, majd Torreónba, Carranza pedig június elején Saltillóba utazott.
A következő napokban Villa és Carranza számos üzenetet váltott egymással távírón keresztül. Carranza megtiltotta Villának, hogy akár egyetlen vonatot is elindítson Torreónból az ő engedélye nélkül, és Villa hiába küldte Silvestre Terrazast Saltillóba tárgyalni, Carranza hajthatatlan maradt.
Eközben Pánfilo Natera seregei megtámadták Zacatecast, de a város védői állták az ostromot. Carranza, hogy megossza az északi hadosztály erőit, úgy rendelkezett, hogy Torreónból küldjenek 5000 embert Zacatecasba erősítésnek, de Villa igen dühös lett, amiért meg kellett volna osztania az erőket, és nem engedelmeskedett. 12-én Natera vereséget szenvedett Zacatecasnál.
Villa a történtek hatására úgy döntött, lemond az északi hadosztály vezetéséről. Carranza 13-án reggel táviratban, megköszönve Villa eddigi szolgálatait, elfogadta a lemondást, és azt kérte, hívják össze a távírószobába Villa 11 tábornokát, és beszéljék meg a hadosztály vezetésének sorsát. Villa üzenetet küldött Obregónnak is, röviden elmesélve a történteket, és felajánlotta neki, hogy együtt haladjanak tovább, figyelmen kívül hagyva Carranzát. Obregón tiltakozott, és megpróbálta lebeszélni Villát erről a tervéről. Az előbb megszólított villista tábornokok és néhány társuk választáviratot küldtek a vezérnek, és kifejezték egyet nem értésüket, majd figyelmeztették Carranzát, hogy akár ők is lemondhatnak seregeik vezetéséről, a hadosztály pedig felbomolhat, ő azonban ragaszkodott ahhoz, hogy válasszanak maguk közül új parancsnokot, és küldjenek embereket Zacatecasba.
Másnap megüzenték a vezérnek, hogy nem veszik figyelembe döntését, és Villa vezetésével a teljes hadosztály hamarosan elindul Zacatecas felé. A Natera erőivel egyesült hadak a zacatecasi csatában június 23-án döntő győzelmet arattak a huertista kormányerők felett.
Amikor a villisták már éppen tovább akartak indulni dél felé újabb városokat elfoglalni, megérkezett a hír, hogy Carranza blokád alá helyezte azokat a vasutakat, amiken keresztül vonataik szénhez juthattak volna, illetve elzárta a Tampico kikötőjén keresztül az országba behozott lőszer útját is.

## A konferencia
A kiéleződött szembenállás megoldására az északi és az északkeleti hadosztály Torreónba egy konferenciát hívott össze. Álvaro Obregón és az északnyugati hadosztály ekkor már Jalisco államban harcolt, ezért ők nem vettek részt a konferencián. Az északi hadosztályt José Isabel Robles tábornok, Manuel Bonilla, Miguel Silva és titkárként Roque González Garza ezredes képviselte, az északkeletit Antonio I. Villarreal, Cesáreo Castro és Luis G. Caballero tábornokok, valamint titkári minőségben Ernesto Meade Fierro.
A tárgyalások július 4-től 8-ig tartottak, a torreóni Banco de Coahuila bank épületében, levezető elnökként Miguel Silva tevékenykedett.
Mindjárt a megbeszélések elején megegyeztek abban, hogy elismerik Carranzát az egész mozgalom vezérének, de Villának az északi hadosztály élén kell maradnia. 6-án az északi hadosztály képviselői javasolták, hogy egészítsék ki a Carranza által még az antihuertista harc elején kiadott Guadalupe-tervet két új, a 8-as és 9-es számú ponttal, a 6-os és 7-es pontját pedig változtassák meg. A 6-osat úgy, hogy amint győz a forradalom, Carranzát ideiglenes elnökké választják, aki mielőbb választásokat hív össze, a 7-eset úgy, hogy az a köztársaság minden államára egyaránt érvényes legyen, a két új pontra tett javaslat pedig az volt, hogy sem elnök-, sem alelnökjelöltként nem indulhat a választáson a forradalom egyetlen vezére sem, valamint hogy a kormányprogramot egy katonai tanács alkotja majd meg, ami minden 1000 katona után egy küldöttből áll majd. A javaslatokat egyhangúlag elfogadták. Ugyancsak elismerték Sonora állam kormányzójának José María Maytorena vitatott személyét, biztosították, hogy Carranzának legyen kizárólagos joga a szövetségi adminisztráció alkalmazottainak és funkcionáriusainak kinevezésére és eltávolítására, valamint hogy az eddigi (huertista) szövetségi hadsereg helyébe a konstitucionalista (forradalmi alkotmányvédő) hadsereg lép. Megegyeztek abban is, hogy földosztással vagy más módszerrel rendezik a parasztok és a szegények helyzetét, valamint megbüntetik a katolikus egyház azon képviselőit, akik segítették Huerta kormányát.
Az ideiglenes elnökségről szóló részt azért tették bele, mert többen úgy érezték, Carranza végleg meg akar maradni az elnöki székben. Közvetlenül a zacatecasi csata után Villa egy semleges személyt (Abel Serratost) Carranzához küldött olyan kérdésekkel, hogy például mit fog tenni, ha Huerta elbukik, és a carranzisták bevonulnak Mexikóvárosba, és össze fog-e hívni választásokat. Carranza nem válaszolt, ez is hozzájárult ahhoz, hogy nőjön a bizalmatlanság vele szemben.
Az északkeletiek tájékoztatták Pablo González tábornokot a konferencia eredményeiről, ő pedig Carranzát tájékoztatta, aki 13-án írt üzenetében üdvözölte a békés megegyezést, általánosságban elfogadta a határozatokat, ám a szociális kérdésekről úgy vélekedett, azok nem tartoznak a vita tárgykörébe. Bejelentette azt is, hogy Huerta bukása után összehívnak majd egy juntát, amiben részt vehet az összes forradalmár tábornok, az államok kormányzói, vagy küldötteik, és ahol majd megvitatják a szükséges reformokat, valamint a választás időpontját.
Volt azonban három másik kérés is Carranzához, amiket szintén a konferencia résztvevői fogalmaztak meg, ám amiket ő eleinte elutasított: hogy az északi hadosztályt, ahogy azt a másik két hadosztállyal is megtette, emelje hadtesti rangra, ezzel együtt vezetőjüket, Pancho Villát nevezze ki hadtestparancsnokká, Felipe Ángelest pedig helyezze vissza a hadügyi és tengerészeti altitkárság élére.
Villa személyesen nem vett részt a konferencián, de figyelemmel kísérte alakulását, közben pedig amerikai kapcsolatain keresztül az iránt puhatolózott, hogy vajon az Egyesült Államok vezetői körei hogyan fogadnák, ha esetleg végleg szakítana Carranzával. Az USA-nak azonban még nem volt kialakult álláspontja. A konferencia után az északi hadosztály nem indult el délre, hanem Villa, aki Ciudad Juárezbe utazott és ott újabb lőszereket és ruhákat vásárolt, szétosztotta újjászervezett csapatait a Torreón és Juárez közötti vasútvonal mentén fekvő városokban. A konferencia csak késleltetni tudta a végleges szakítást Carranzával, de megakadályozni nem.